# Jarre à étrier
Une jarre à étrier est un type de pot associé à la culture de la Grèce mycénienne. Elles ont un petit corps trapu, un bec verseur et un second bec non fonctionnel sur lequel les anses se rejoignent comme un étrier. À la fin de l'âge du bronze, elles étaient utilisées pour l'exportation d'huiles et ont été retrouvés en grand nombre sur des sites du pourtour de la Méditerranée orientale et au-delà. Le terme « jarre à étrier » est une traduction de l'allemand « Bügelkanne », le nom qui leur a été attribué par Heinrich Schliemann qui en a trouvé les premiers exemplaires lors de ses fouilles à Troie.

## Développement
Bien qu'elle soit associée à la Grèce mycénienne, la jarre à étrier a été considérée comme une invention minoenne. H.W. Haskell, un théoricien de la fin du XXe siècle, a proposé qu'elle trouve son origine au milieu de l'âge du bronze moyen, comme une invention unique destinée à réduire le gaspillage de liquides coûteux. Alors que les récipients précédents devaient être retournés, il suffit de les tenir par les étriers et de les incliner pour les verser dans une jarre à étrier. Le point de vue de Haskell était basé sur des jarres MM III trouvées à Kommos (Crète) et Kea (île). De là, elles sont passées dans les Cyclades et, plus tard, en Grèce continentale. Les jarres à étrier mycéniennes étaient très standardisées, mais les exemples minoens et cycladiques varient considérablement,.

## Caractéristiques artistiques
Les jarres à étrier étaient décorées de diverses manières. La jarre à étrier offre deux zones fondamentales de décoration, le corps et l'épaule. Celles-ci sont définies par des bandes de couleur concentriques autour du bas et du haut du vase. Ces bandes sont présentes sur presque toutes les jarres à étrier, que les toiles soient peintes ou non. Parfois, les bandes couvrent l'ensemble du corps et constituent le seul décor. Ces motifs ont été réalisés en appliquant de l'engobe  pendant que le pot était dur comme du cuir ou après une cuisson partielle. Après la cuisson finale, le motif fait partie intégrante de la surface endurcie.

## Contexte archéologique

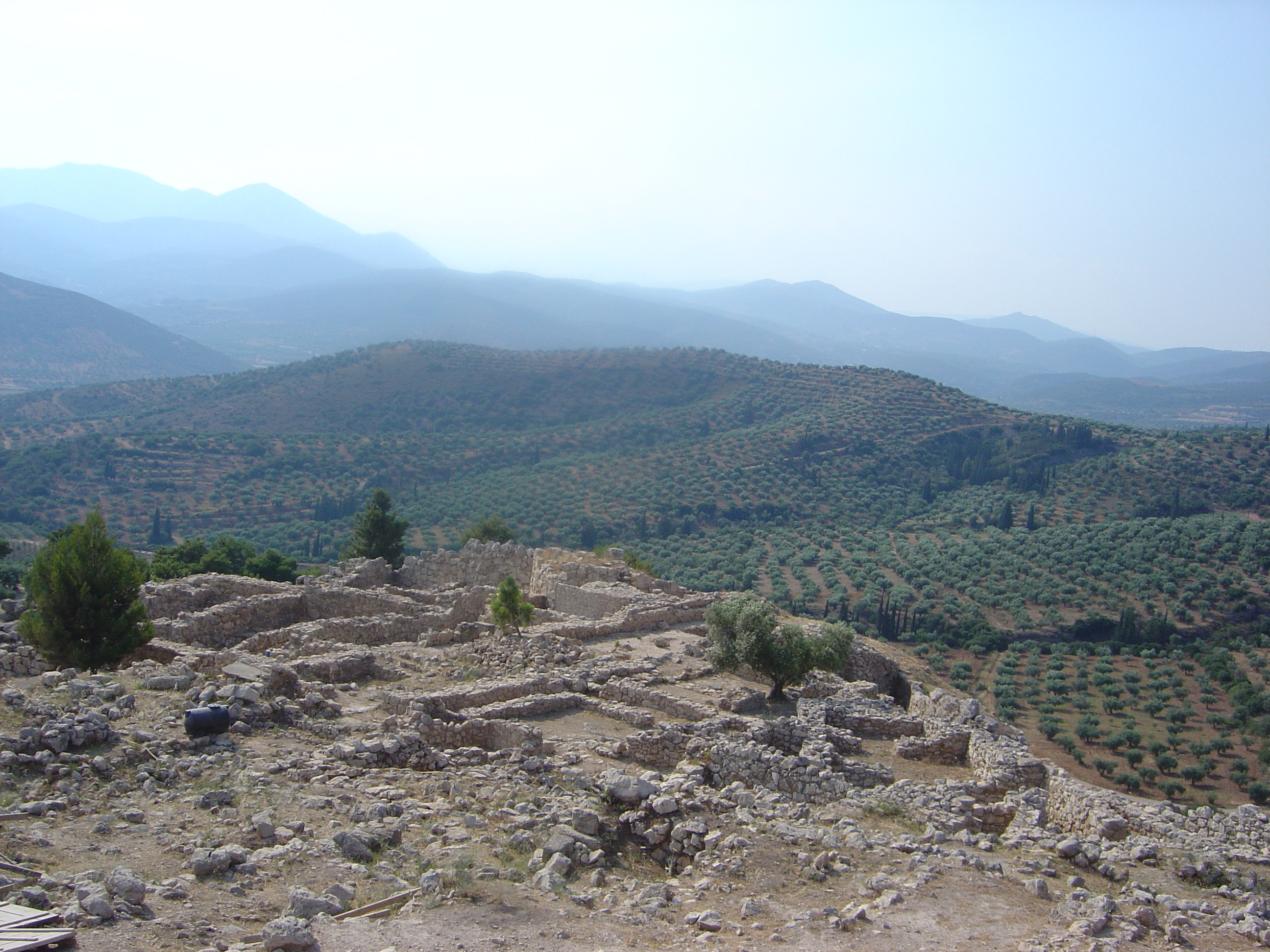
Maisons à Mycènes. Notez la vaste plantation d'oliviers à l'arrière-plan.

Des jarres à étrier ont été trouvées sur des sites archéologiques dans toute la région de la Méditerranée orientale, notamment en Grèce continentale, dans les Cyclades, en Crète, à Chypre, à Rhodes, en Asie Mineure et dans l'Égypte ancienne. En bref, ce type de jarre est principalement associé à la Grèce mycénienne, dont il constitue un diagnostic. Il est connu pour l'ensemble de la période mycénienne, depuis le Mycénien ancien (helladique tardif et cycladique I et II) jusqu'à toutes les phases du Mycénien tardif (Helladique tardif, Cycladique et minoen III).
Les documents du linéaires B indiquent que les jarres à étrier étaient utilisées comme récipients pour l'huile d'olive. Des spéculations sur d'autres contenus ont été faites, mais elles ne sont généralement pas étayées. Le contenu le plus courant, le vin, avait sa propre batterie de récipients, depuis les ustensiles de service et de boisson (tasses, mélangeurs, bols, etc.) jusqu'aux récipients de transport, les amphores, qui sont généralement plus grandes et plus nombreuses que les jarres à étrier. Le vin était apparemment plus abondant. L'huile nécessite un investissement important dans les oliviers, qui ne peuvent être récoltés que plusieurs années après leur plantation. Une troisième suggestion, le parfum, n'est pas compatible avec les petites quantités placées dans les jarres à parfum, qui sont toujours très petites. Les étriers, relativement grands, représenteraient des quantités de parfum exagérément importantes.
Constatant que les jarres à étrier dont il connaissait l'existence dans les maisons fouillées de Mycènes et d'ailleurs avaient une capacité de 12 à 14 L, Ventris, déchiffreur du linéaire B, a émis l'hypothèse qu'une jarre à étrier était conçue pour contenir une unité de liquide. Il a considéré que 12 litres (3,2 US gal) était le « le chiffre pratique ». En utilisant une densité d'huile d'olive de 0,917 kg/L, on obtient un poids d'environ 11 kilogrammes (24 lb) pour une jarre pleine, auquel il faut ajouter le poids de la jarre. Ce poids n'étant pas pratique pour le transvasement ou l'utilisation à table, les jarres dont Ventris a eu connaissance étaient probablement destinées au transport, c'est-à-dire à l'exportation. Le FS 164 de Furumark a une hauteur de 40 à 50 centimètres et un diamètre maximal de 27,5 à 35 centimètres. Une jarre pleine n'était probablement pas soulevée par les seuls étriers, car cette pratique risquait de provoquer un désastre. Quant aux amphores, on peut supposer qu'elles étaient sur des supports en bois et des filets de chargement soulevés par des grues.

### Jarre à étrier en porcelaine

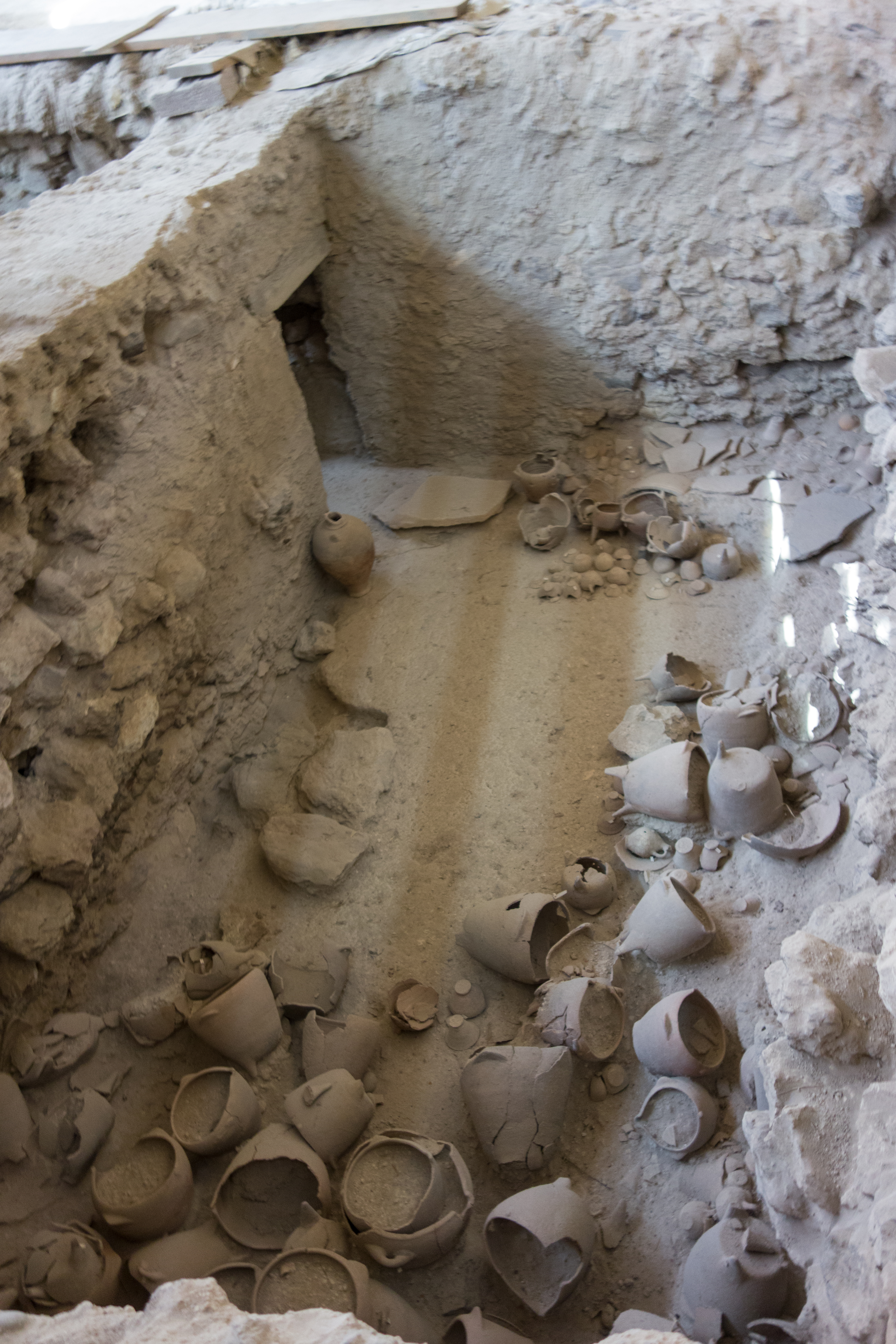
Poterie de stockage, Akrotiri

Les premières jarres à étrier ne se distinguaient pas par un type particulier, c'est-à-dire que les tailles et les formes variaient dans la limite d'une hauteur maximale de 45 centimètres (18 pouces). Ils provenaient tous de « dépôts domestiques », mais certains présentaient des caractéristiques suggérant une exportation : au lieu des deux poignées d'étrier, un disque soutenu par trois poignées, et un véritable bec avec deux ou trois cornes (nous devrions dire des pattes) sur les côtés. Les cornes pourraient servir à attacher un tissu (kredemnon homérique) sur un bouchon (aucun bouchon n'a été trouvé). Le disque était percé d'un ou deux trous sur le bord, peut-être pour attacher un bouchon ou une étiquette d'expédition. Haskell suggère une étiquette d'identité marquant le propriétaire.
Dans la période du LM I B, les petites jarres crétoises s'étaient transformées en l'un des deux grands types suivants, la « vaisselle fine » qui, selon Haskell, s'est répandue dans le reste de la Méditerranée orientale : LH I B, LC I A, etc., et les périodes équivalentes à Chypre et à Rhodes. Ces cultures étaient essentiellement mycéniennes. Avant cela, alors que Cnossos était encore sous l'administration du linéaire A, la jarre à étrier se déplace dans les Cyclades et est trouvée à Akrotiri  avant l'éruption volcanique. Les objets les plus petits et les plus fins se trouvaient dans les pièces d'habitation. Les entrepôts contenaient des jarres à étrier plus grandes et plus grossières. Haskell émet l'hypothèse que les plus petites étaient utilisées pour transvaser les pithoi et pour le stockage temporaire.
Ce qui rend un pot à étrier « fin », c'est la taille des grains de l'argile. L'argile en poudre donne une surface lisse. L'expression « grossière », ou texture grossière, désigne une surface semblable à celle de la farine d'avoine, composée de grains plus gros, formée par le mélange de quartz (sable) et de particules d'autres minéraux.

### Jarres à étrier de transport
Haskell a développé son idée d'un type de jarre à étrier plus grand et plus grossier trouvé dans les entrepôts d'Akrotiri pour en faire la « jarre à étrier de transport », un récipient servant à l'exportation d'huile d'olive, et peut-être d'autres liquides précieux. L'analyse par activation neutronique réalisée par le British Museum a suscité un intérêt généralisé pour le sujet et la méthode. Plusieurs groupes de recherche allaient relever le défi d'affiner la technique et de l'appliquer à d'autres caches de jarres à étrier afin de mieux déterminer leur provenance et leur utilisation dans le commerce. La validité de certaines fouilles effectuées par Evans à Cnossos et la date d'invasion de Cnossos par les Mycéniens, basée sur une supposée date tardive de la jarre à étrier, avaient déjà été remises en question (voir ci-dessous les questions abordées).

#### Tessons de Kommos

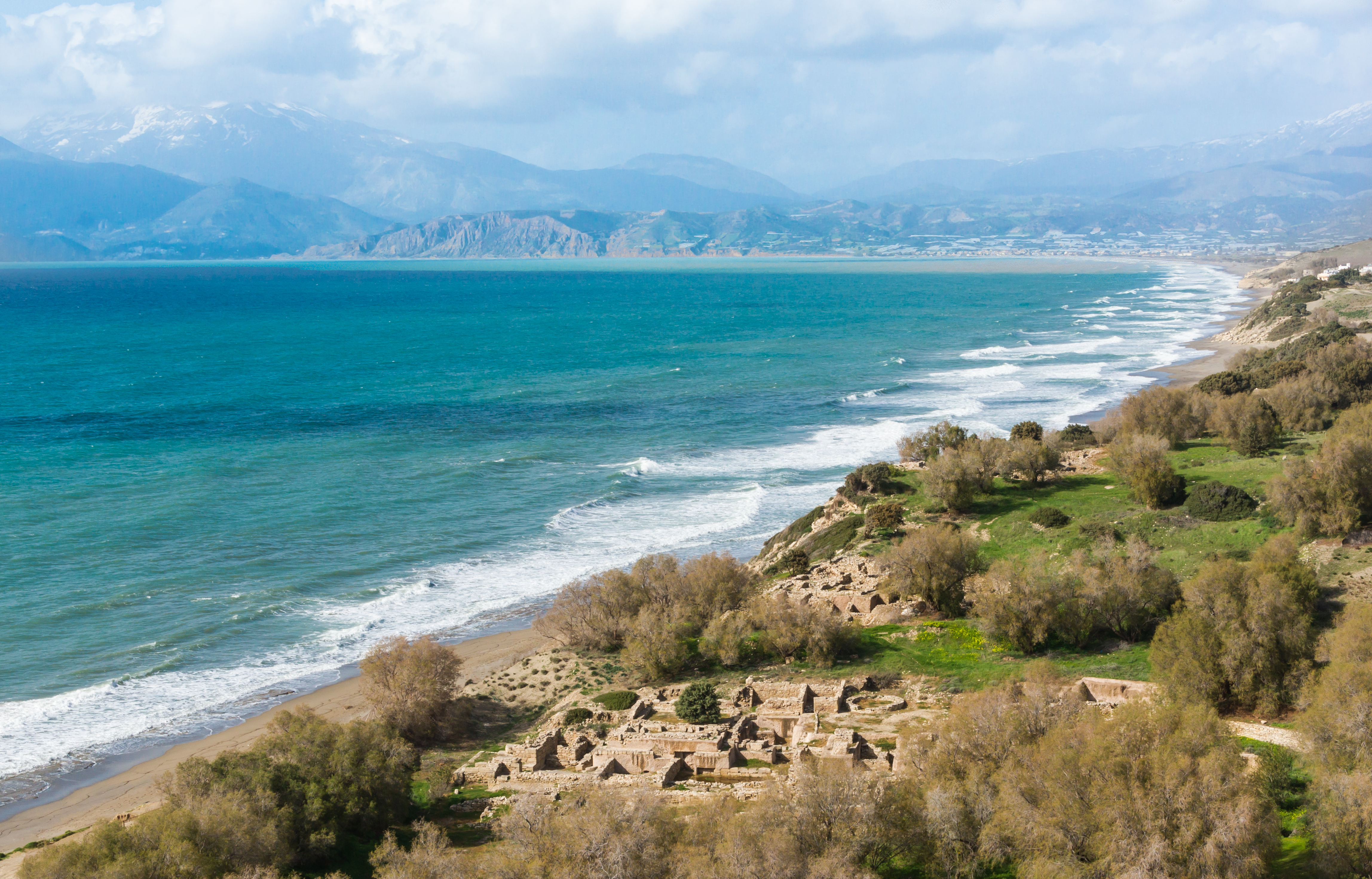
Le site archéologique et la baie de Kommos, l'ancien port de Phaïstos, Crète, Grèce.

Parallèlement aux travaux théoriques de Haskell et aux études d'activation neutronique du British Museum, des fouilles ont été menées à Kommos, sur la côte méridionale de la Crète, par l'Université de Toronto. Ces fouilles, qui ont duré 15 ans au total et se sont terminées en 1995, ont permis de découvrir des milliers de pièces de ce qui semble être des poteries d'exportation et d'importation. Les fouilleurs et les théoriciens de cet effort ont adopté le terme de Haskell de « jarres de transport ». Kommos était un port de l'âge du bronze tardif qui entretenait des relations étroites avec l'Égypte et le Levant.
Suivant l'exemple du British Museum, les archéologues du projet ont décidé qu'il serait éclairant pour le sujet des contacts et des relations commerciales de mener des études d'activation neutronique sur l'origine de cette poterie. Ils ont donc préparé des échantillons de poudre de 18 jarres à étrier, 13 amphores à col court, 34 jarres cananéennes, 19 jarres égyptiennes et 4 autres jarres reclassées par la suite, soit 88 au total, couvrant la période LM I B à LM III B. Les jarres à étrier couvraient la période LM II à LM III B. L'objectif était de tester des hypothèses géographiques non aléatoires sur les profils de composition des échantillons, c'est-à-dire sur les provenances, comme l'avait fait le British Museum.
Le regroupement par composition a été effectué au préalable parpétrographie sur lame mince, qui consiste à monter des coupes microscopiques fines de l'échantillon sur une lame pour les examiner au microscope. Les grains du tissu peuvent alors être identifiés minéralogiquement et l'échantillon classé en fonction des types de minéraux trouvés. L'étude a permis de trouver 26 tissus pour lesquels des hypothèses ont pu être testées par activation neutronique et analyse de la variance ; autrement dit, pour chaque groupe, les échantillons étaient-ils aléatoires ou non ? L'identification croisée entre le type de tissu et la région géologique a été attribuée par inspection. L'identification croisée entre la région et le profil élémentaire est le résultat des méthodes choisies pour la manipulation statistique des profils. Ces méthodes dépassent le cadre de cet article, mais la théorie est la suivante.
Il faut imaginer un lit d'argile idéal dans lequel les mêmes éléments sont trouvés aux mêmes concentrations dans chaque échantillon au hasard. Dans un nombre suffisant d'échantillons, les concentrations mesurées devraient varier au hasard (défini mathématiquement) autour d'une moyenne. Si ce n'est pas le cas, c'est que l'échantillon provient d'un lit contenant des quantités plus élevées. En comparant chaque élément à un élément de référence, supposé idéal, c'est-à-dire dont les concentrations mesurées ne varient qu'au hasard, les chercheurs ont établi un ou plusieurs profils qui n'étaient pas aléatoires.

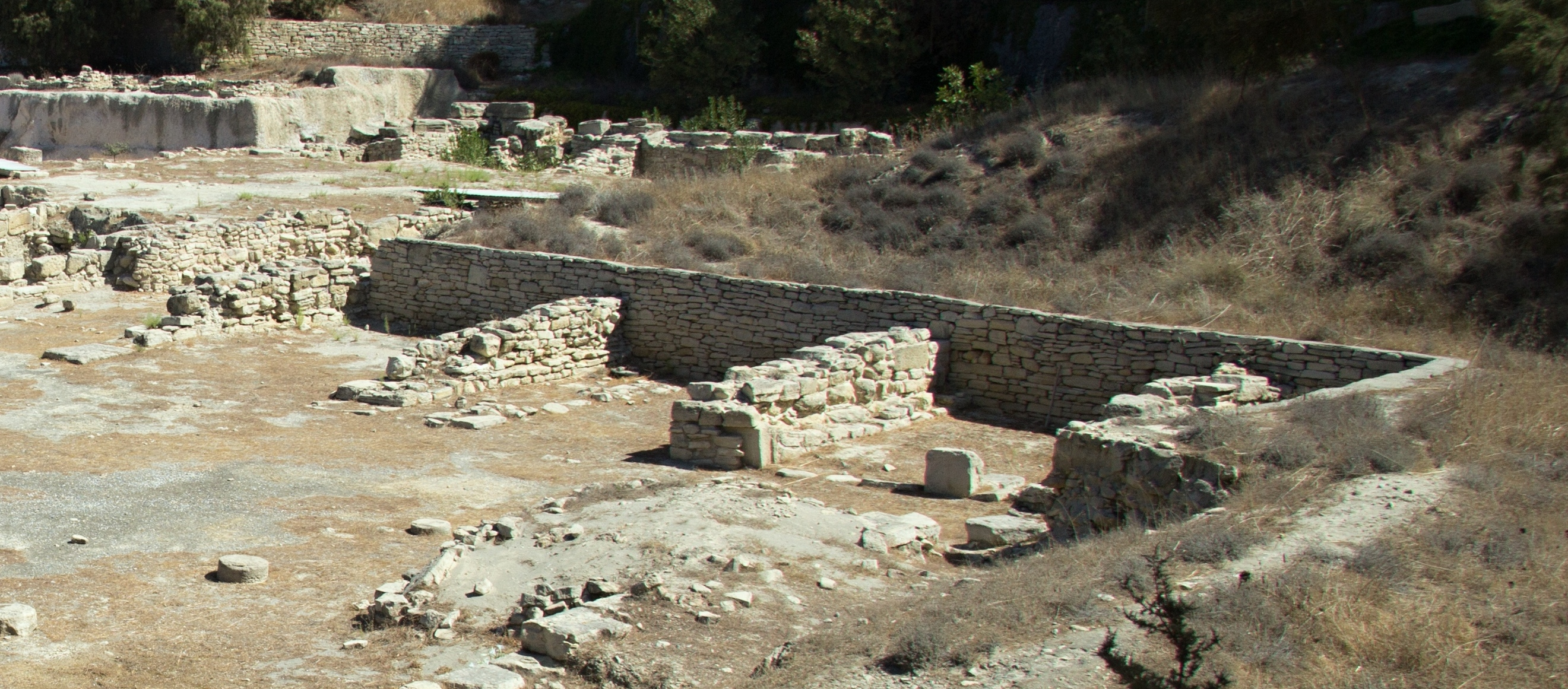
Emplacement du four de Kommos, placé dans une ancienne cour centrale de la « stoa sud du bâtiment en pierre de taille T » abandonnée. La ligne de la stoa est marquée par les bases des colonnes. Le four se trouve sous le monticule excavé ultérieurement à droite. Les bacs formés à partir des murs en ruine de T, qui ressemblent aux bacs d'un chantier de pierre moderne, servaient à stocker l'argile.

Le premier problème consistait à trouver un élément de contrôle qui soit toujours présent dans la même concentration et qui ne varie que de manière aléatoire. Les chercheurs ont sélectionné 27 éléments à étudier, dont on peut supposer qu'ils se trouvent dans chaque lit d'argile. Seuls 16 d'entre eux ont été retenus pour l'analyse statistique, comme étant les plus fiables et les plus représentatifs. Comme élément de contrôle, ou élément idéal, les chercheurs ont choisi le scandium, un élément peu présent qui présentait la deuxième variabilité la plus faible. La variation de chaque élément dans tous les échantillons a été calculée et comparée à celle du Scandium. Si elle dépasse celle du scandium d'un seuil spécifique, l'élément est considéré comme présent dans un échantillon en quantité non aléatoire. Une analyse plus poussée a permis de déterminer avec précision quels échantillons étaient concernés. Le résultat final est une série de neuf profils élémentaires, chacun représentant un lit de composition chimique unique. Ils ont été appelés « groupes chimiques crétois » I à IX.
Il n'y avait manifestement pas de correspondance univoque avec les 26 tissus. Les chercheurs ont opté pour la solution des tissus multiples : plus d'un tissu peut appartenir au même groupe chimique. Les tissus pouvaient alors être regroupés par similarité chimique dans un dendrogramme (qui n'impliquait pas de descendance). Voici quelques-unes des conclusions qu'ils ont tirées :
- Les neuf types sont divisés en crétois (I-III) et importation (IV-IX). Toutes les jarres égyptiennes et cananéennes, sauf deux, proviennent de lits le long du Nil ou des plaines côtières du Liban, de la Syrie et d'Israël. Les deux sont apparemment des imitations de pots cananéens en argile crétoise. Aucune des jarres à étriers ou des amphores à col court n'est importée[16].
- Les types indigènes crétois I-III sont tous dans ou adjacents à la plaine de Messará dans le centre-sud de la Crète. Ils sont d'une argile différente de celle autour de Kommos; c'est-à-dire que l'argile (ou peut-être les pots) a été apportée à Kommos, probablement à partir de lits sélectionnés. Il a été cuit dans le four de Kommos. Le type I est constitué de sédiments marins. Le type II avec une concentration plus élevée de chrome reflète les affleurements de roche à haute teneur en chrome dans la plaine. Le type III provient de roches volcaniques des contreforts des monts d'Asterousia de la côte sud de la Crète. Le type I contient principalement le tissu A (« principal crétois du centre-sud »), avec des quantités moindres de D, E, G et J ; le type II est également A, et le type III est B[17].
- Parmi les jarres à étrier, 10 sont de type A et I, datées de LM II à LM III B. La localité ne peut être déterminée avec plus de précision que la plaine de la plaine de Messará occidentale[18]. Comme le four de Kommos comprenait des bacs pour le stockage de l'argile non travaillée, la poterie cuite à cet endroit a probablement été travaillée à cet endroit également. Les ruines du beau palais auraient alors pris un aspect industriel désordonné, avec des milliers de pots à tous les stades de développement.

Ces conclusions sur les jarres à étrier de Kommos vont dans le même sens que celles des études antérieures du British Museum. Tout au long des XIVe et XIIIe siècles av. J.-C., les jarres ont été fabriquées à partir d'argiles locales. S'il existait un lien avec Cnossos et le nord de la Crète, il n'y en a guère ici. Rien ne permet de penser que la fabrication de jarres était un aspect de l'économie globale du palais (la carence ne signifie pas qu'il n'y en avait pas). Kommos était un point terminal pour les importations en provenance d'Égypte et du Levant. Il est possible qu'il y ait eu une balance commerciale locale contre les exportations de Kommos, car les jarres de transport, n'étant pas des importations, ne pouvaient être destinées qu'à l'exportation.

## Questions relatives à la jarre à étrier
La jarre à étrier a été un sujet clé dans la recherche sur le LBA, peut-être en raison de sa nature spécialisée. Commençant avant les LBA et se terminant après, il a traversé des changements majeurs dans la civilisation. Le changement de langue est généralement considéré comme un changement culturel majeur. Lorsque la jarre à étrier est apparue en Crète, ses citoyens administratifs utilisaient un syllabaire appelé par Evans Linear A, reflétant une langue encore inconnue, probablement non indo-européenne, parfois appelée « égéenne ». À un moment donné de la période de l'âge du bronze, le Linéaire A a été remplacé par le Linéaire B, un autre syllabaire représentant le grec oriental. L'une des principales questions concernant ce changement est de savoir quand il s'est produit, la seconde étant de savoir comment il s'est produit.
Plus tard, le grec oriental a cessé d'être parlé dans le Péloponnèse et en Crète, tandis que l'écriture disparaissait en Grèce. Lorsque l'histoire a commencé à être écrite dans un nouvel alphabet des siècles plus tard, la tradition verbale qui couvrait cette période racontait une invasion de locuteurs analphabètes de grec occidental en provenance de la Grèce centrale, la destruction de la civilisation mycénienne et le remplacement ou l'assujettissement des Grecs orientaux dans le Péloponnèse. Une nouvelle population vivant sur la côte de l'Anatolie a raconté avoir été chassée de l'autre côté de la mer Égée par des envahisseurs. Les enjeux de ce second changement culturel sont de savoir quand et comment ce remplacement s'est produit.
Pour certains, l'âge des ténèbres a semblé effacer l'ardoise de la culture grecque. Toutes les coutumes et tous les objets anciens semblaient avoir disparu ou avoir été fortement modifiés. Les récits des événements politiques de l'époque étaient rejetés comme des légendes peu fiables, sans aucun document de base. L'art semble avoir pris un nouveau départ. Ce changement semble quelque peu inhabituel, car de grandes populations de Grecs orientaux, comme la ville d'Athènes, ont été peu touchées par le changement et auraient dû laisser des traces continues. L'obscurité et la discontinuité de l'âge sombre ont commencé à être remises en question, ce qui constitue un troisième type de problème.

## Liste des sites de vases à étriers

### Crète
- Un certain nombre de jarres à étrier Cydoniennes inscrits ont été récupérés sur plusieurs sites archéologiques de Crète[19].

### Rhodes
- Des exemples anciens de jarre à étrier ont été retrouvés à Rhodes datant de 1200 av. J.-C.

### Mycènes
- Des Maisons Panagia I et II, douze jarres à étrier globulaires et décorées LH III B de deux tailles, une plus petite, en céramique fine, et une de taille intermédiaire à la texture granuleuse variable[20].

## Galerie

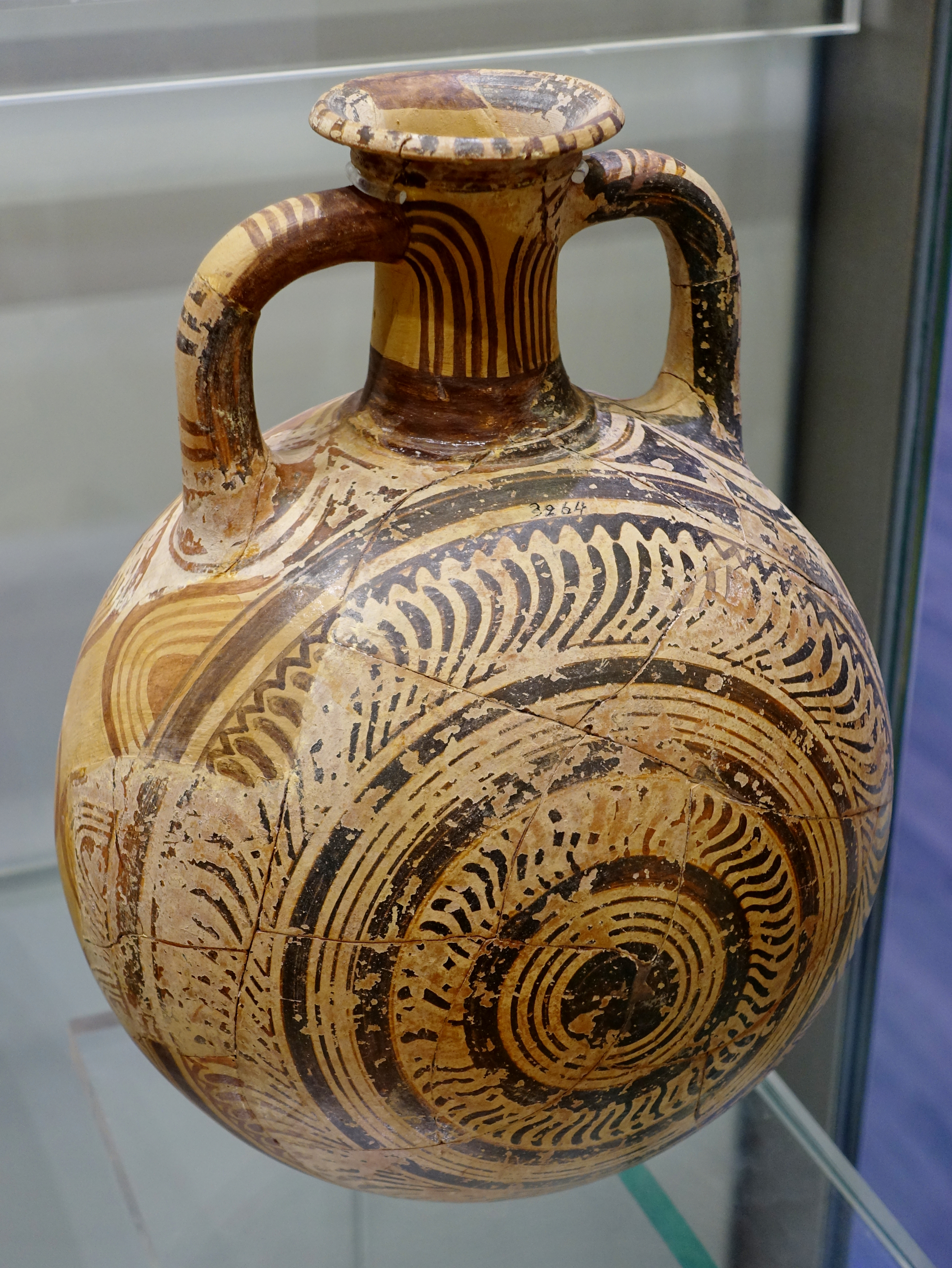
Gourde à étrier de Roussolakkos, Crète, 1370 - 1200 av. J.-C. (date du Musée archéologique d'Héraklion). Les anses de l'étrier sont présentes, mais le bec est un vrai bec, ce qui nécessite l'inversion totale de la gourde.
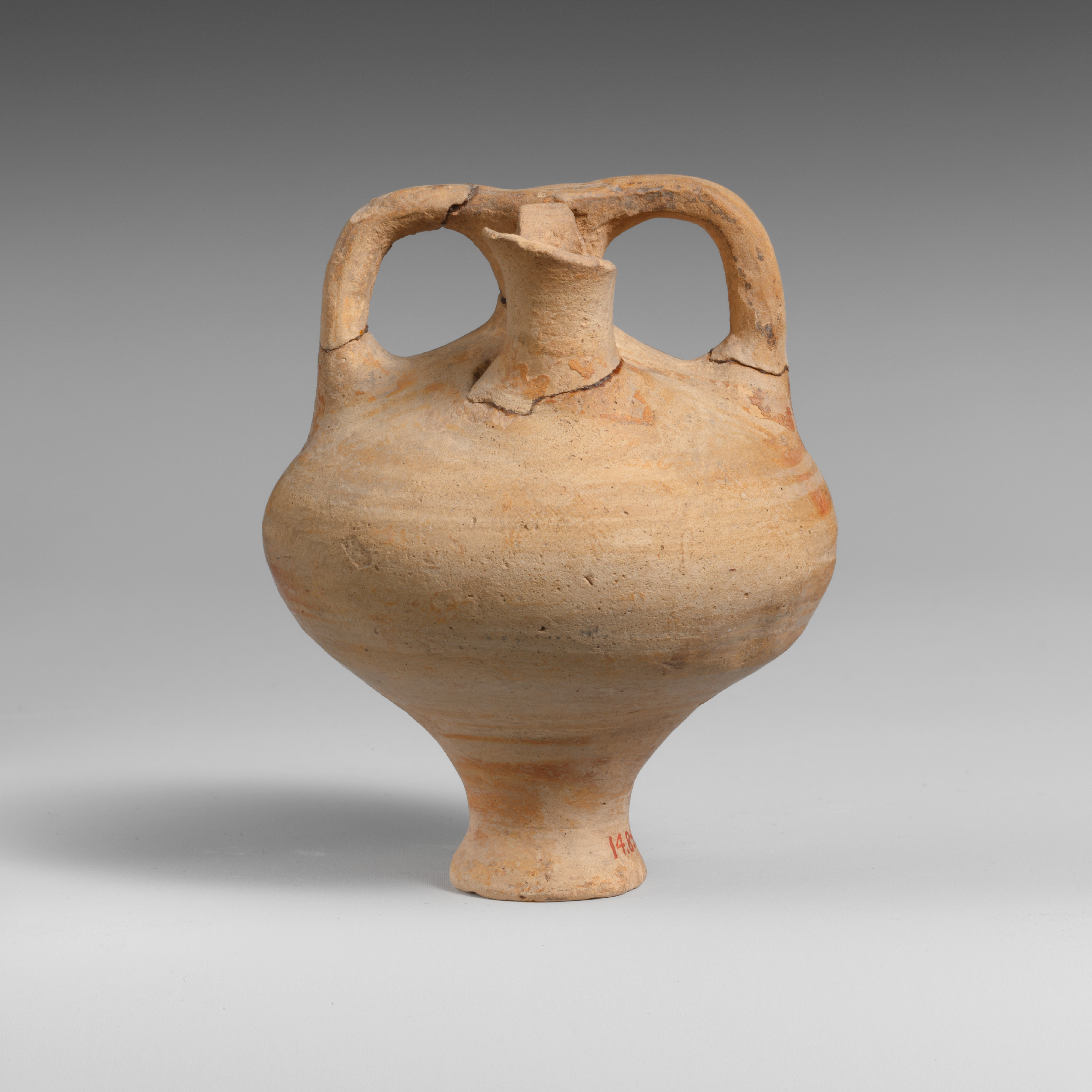
Jarre à étrier Minoen de transport, LM III A 1400 av. J.-C. (date du Musée métropolitain d'art de New York)
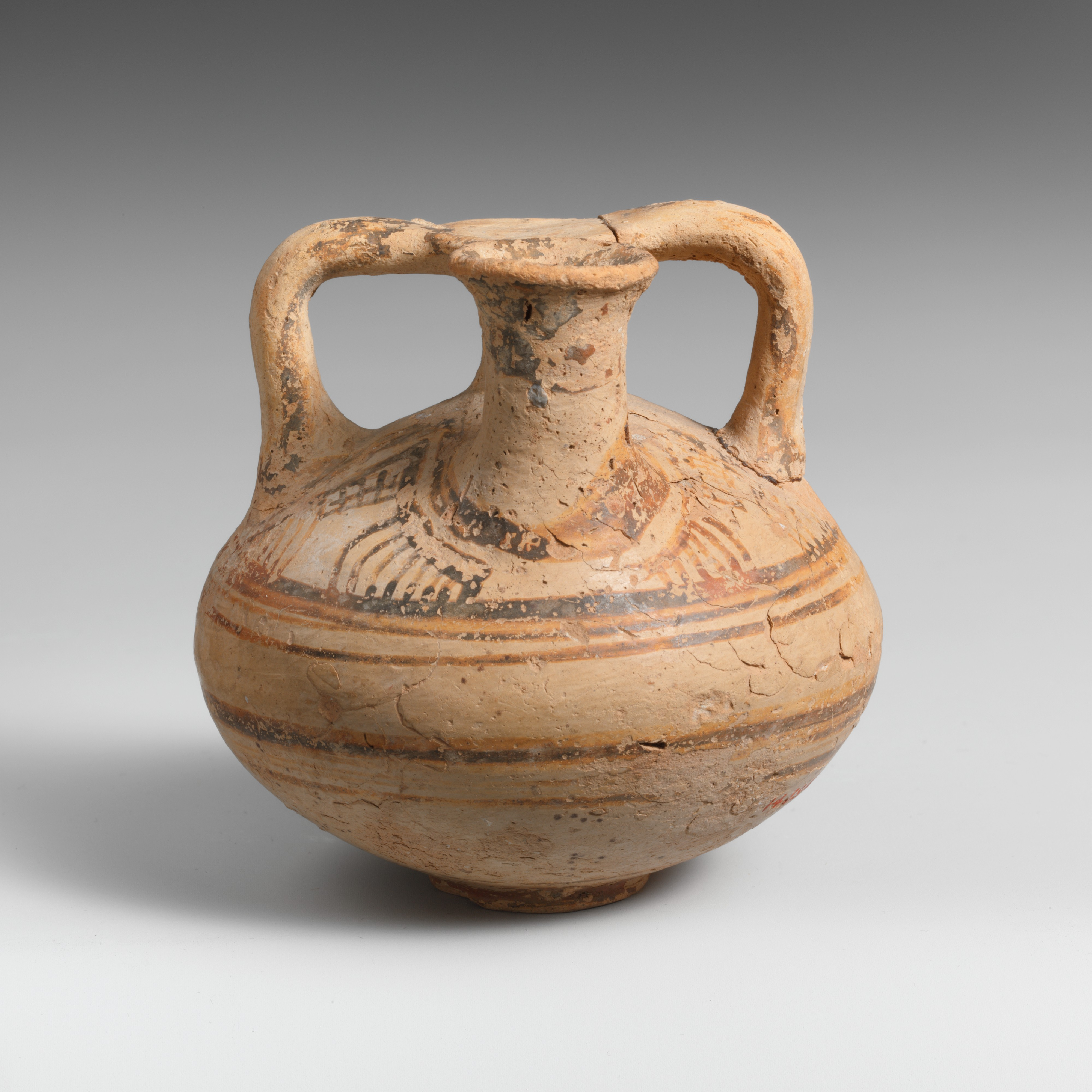
Vase à étrier minoen en faïence fine, LM III B vers 1300 avant J.-C. (date du Musée métropolitain d'art de New York)
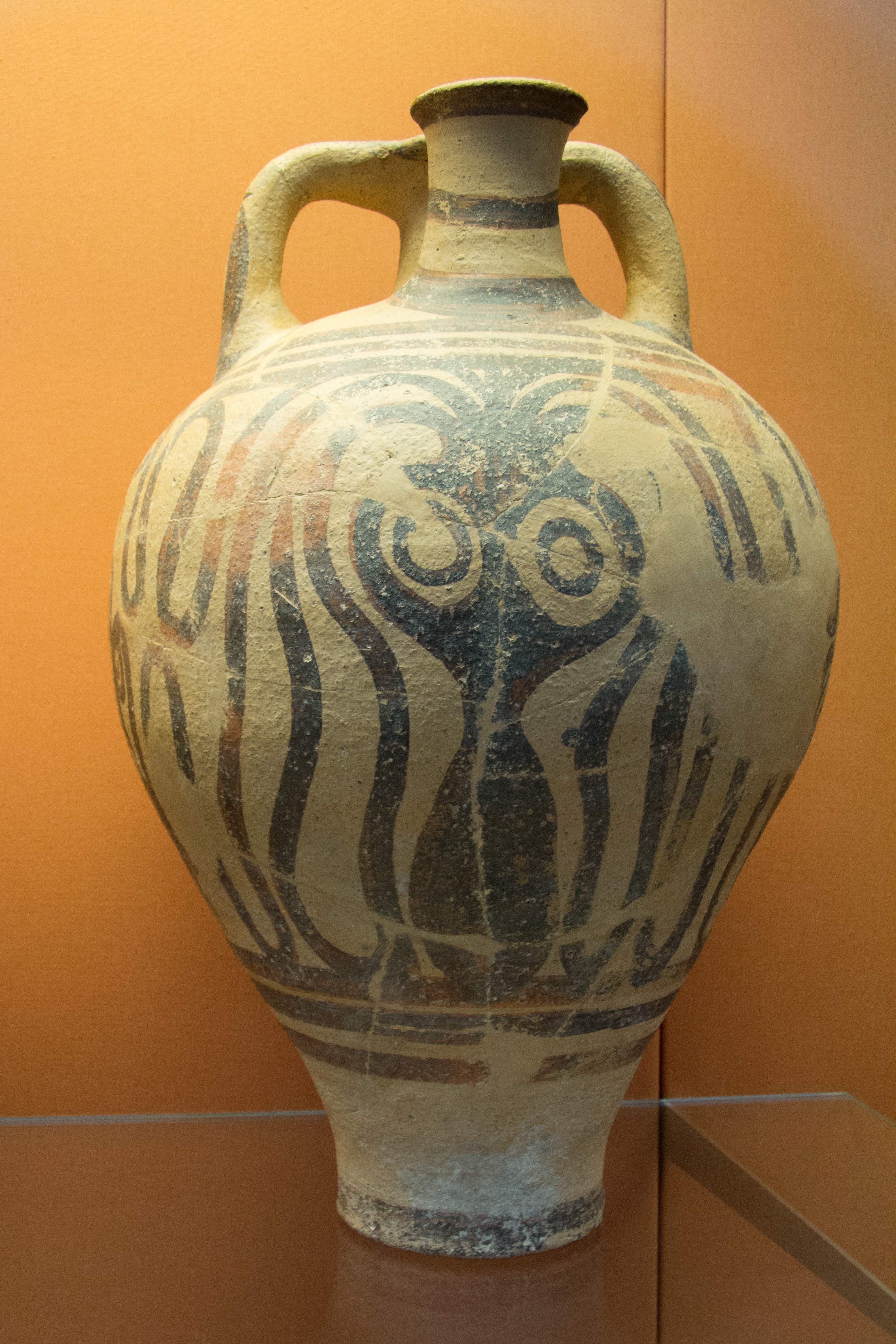
Jarre à étrier de transport minoenne, LM III B 1300-1200 av. J.-C. (date du British Museum). À partir de la tombe 50, Kourion, Chypre.
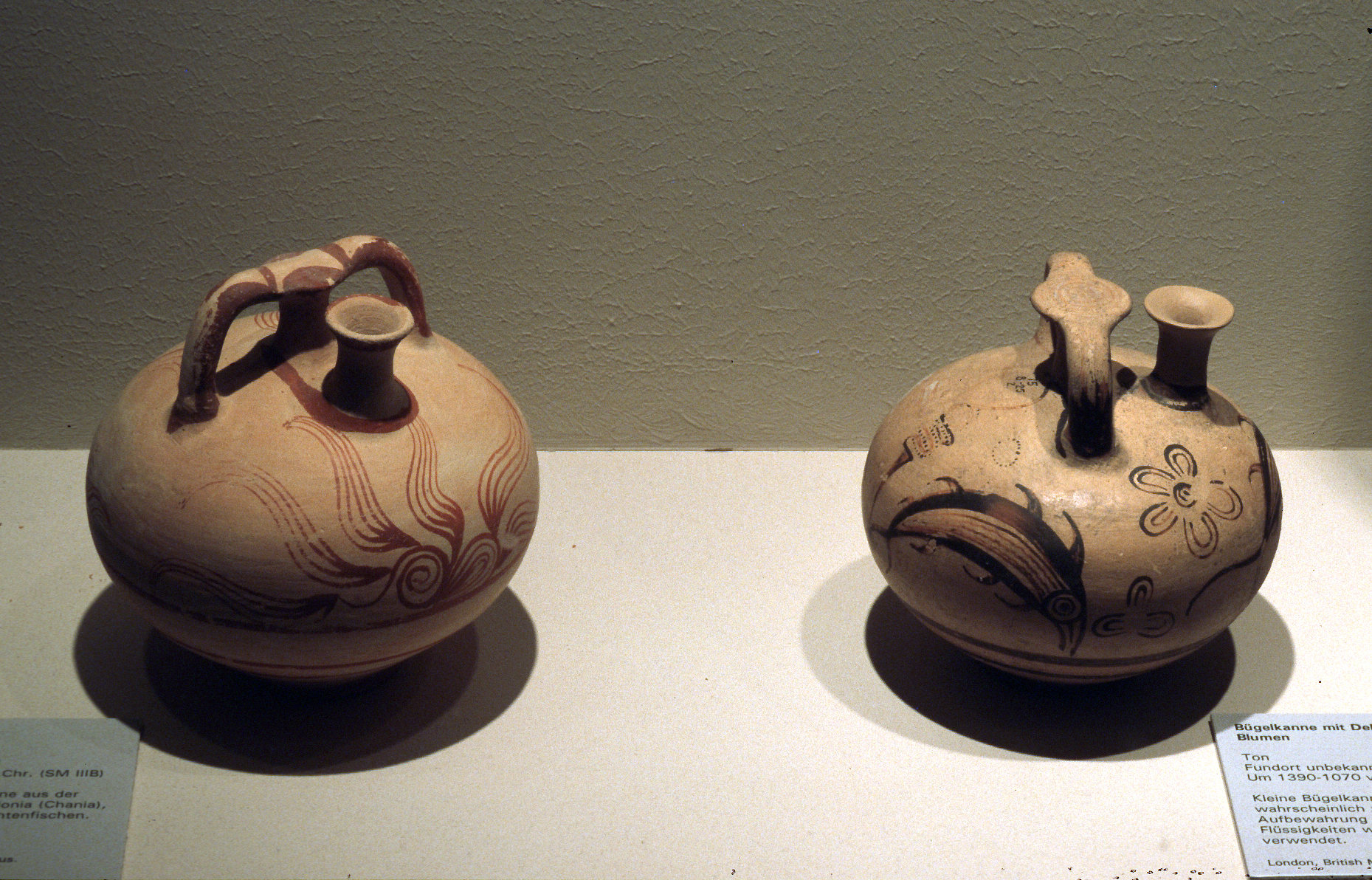
Jarres à étrier minoen de haute vaisselle, LM III 1390 - 1070 av. J.-C. (dates d'exposition du musée)
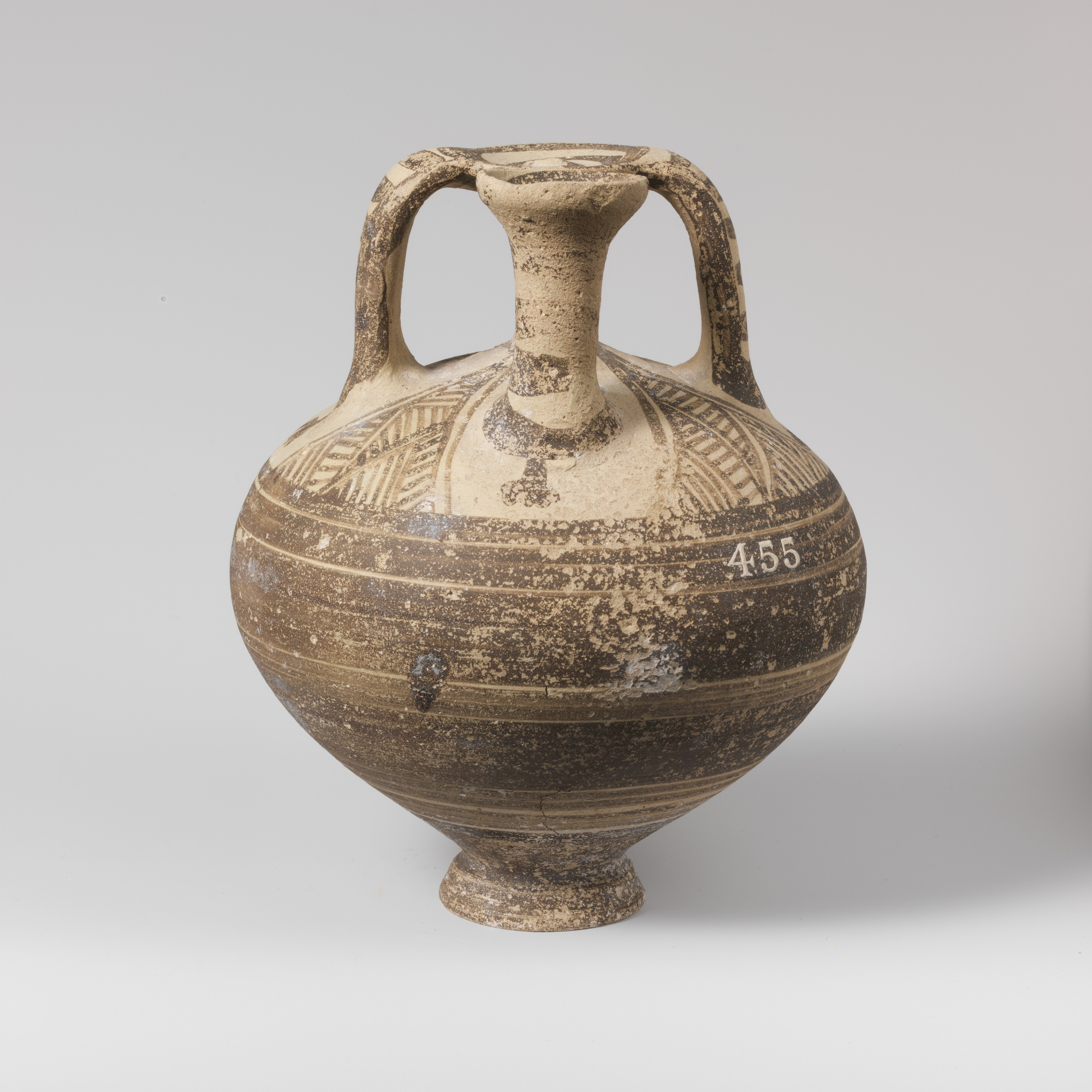
Jarre à étrier chypriote, fin chypriote III B XIe siècle av. J.-C. (date du Musée métropolitain d'art de New York)
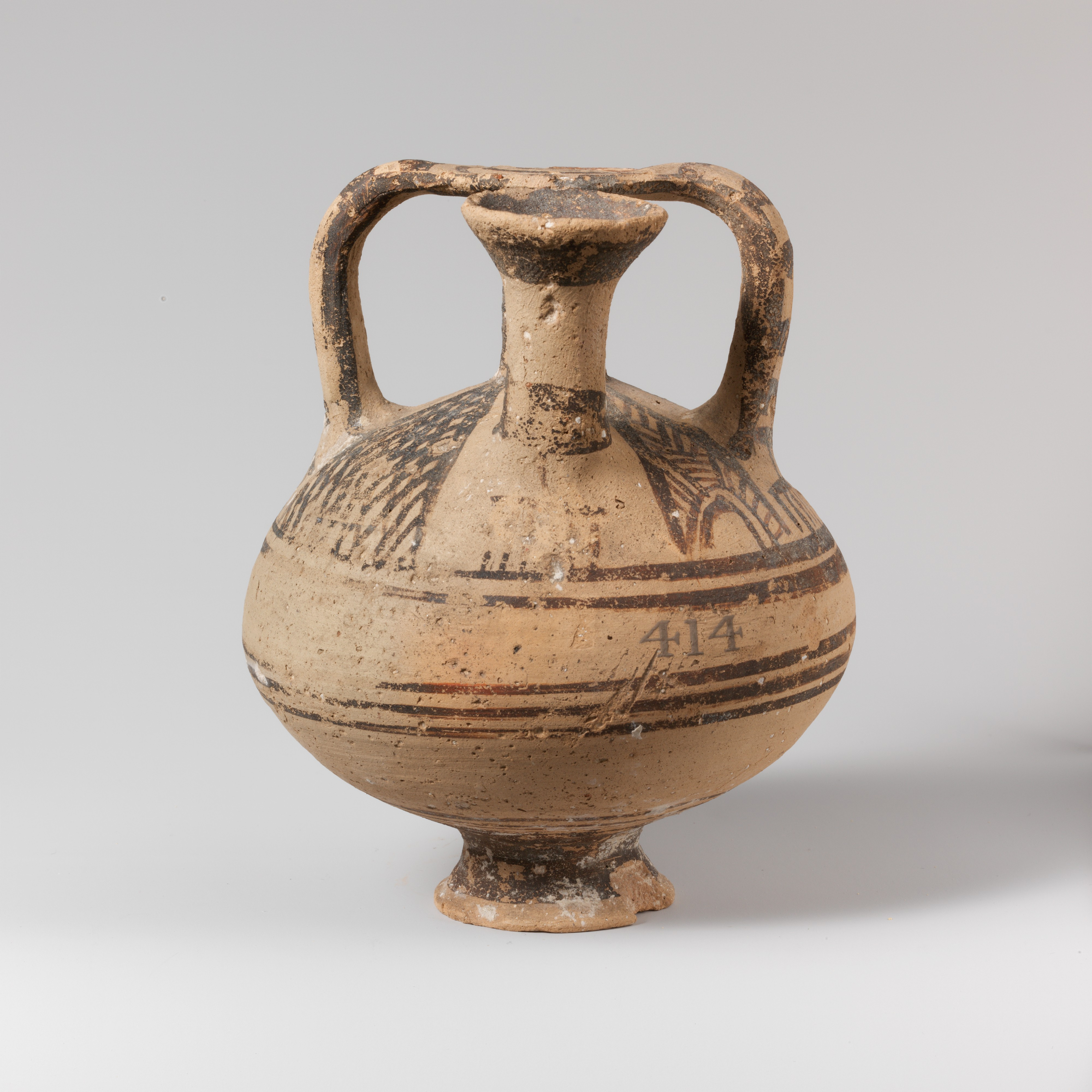
Vase à étrier chypriote, fin chypriote III XIe siècle av. J.-C. (date du Musée métropolitain d'art de New York)
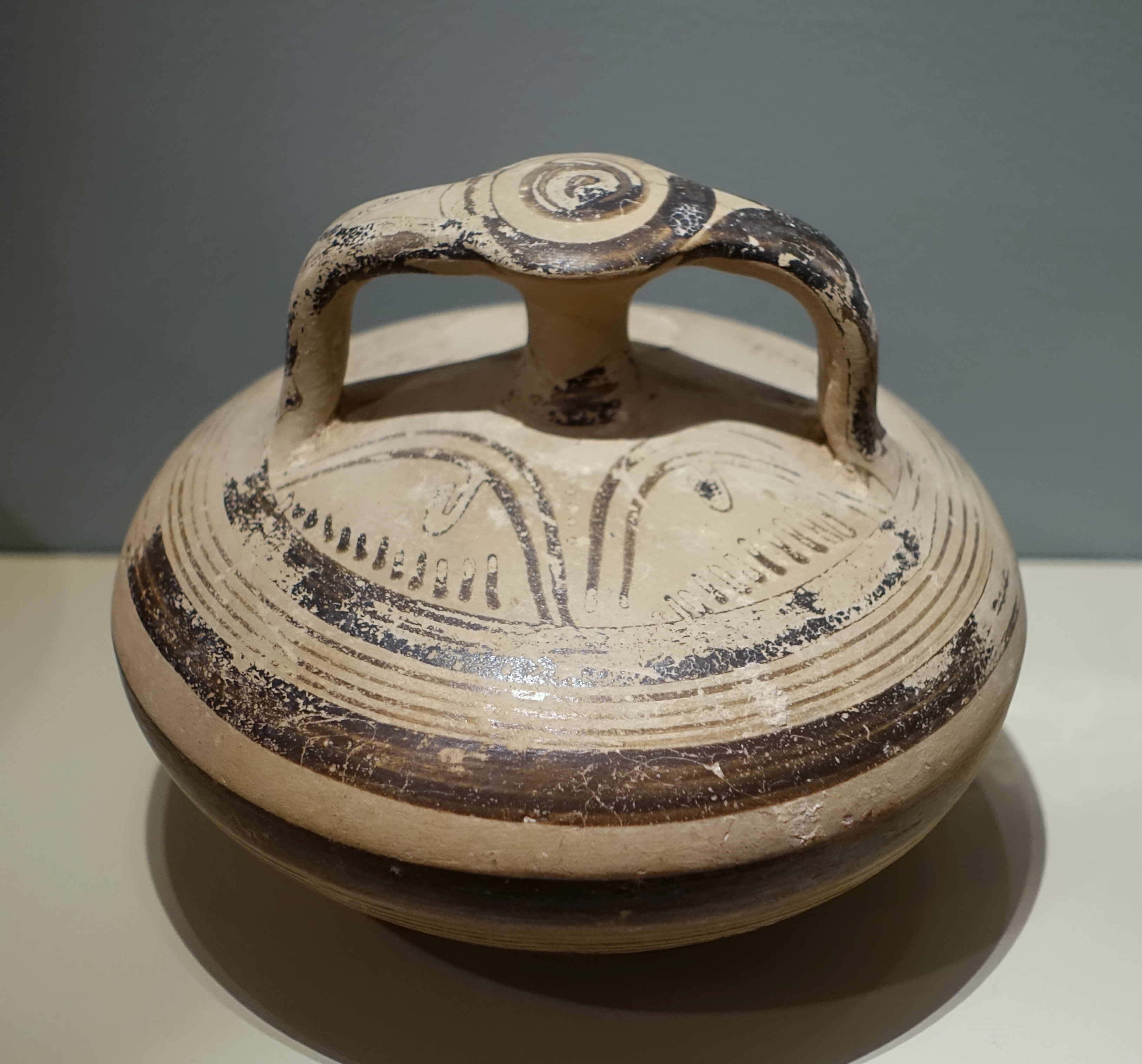
Jarre à étrier chypriote, fin chypriote III 1200 - 1100 Av. J.C. (date du Middlebury College)

## Technique et jarre à étrier
Les jarres à étrier sont fabriqués à partir d'argile sous sa forme brute. Cet argile se présente sous la forme de lits de particules d'une certaine taille formés par l'altération des roches. Comme les différentes roches sont composées de différents minéraux, l'argile présente également une certaine variété dans ses compositions qui contiennent toutes des minéraux argileux et du sable, qui est du quartz altéré. Les particules d'argile mélangées à de l'eau se rassemblent en une masse plastique de grains faiblement liés. Lors de la cuisson, les grains s'endurcissent, c'est-à-dire qu'ils forment des liaisons chimiques entre eux, de sorte qu'ils ne peuvent plus glisser les uns sur les autres. La poterie est donc construite et façonnée à froid dans la phase plastique, puis placée dans un four aux températures prédéterminées pour y cuire pendant des durées précises. Les anciens étaient conscients de ces deux facteurs et faisaient varier la température et le temps, mais sans la précision d'aujourd'hui. Dans le vocabulaire de la poterie, les pots en argile sont considérés comme des céramiques en terre cuite « Terracotta », étymologiquement « terre cuite ».

### Régions de fabrication des jarres à étrier
Les régions des échantillons de contrôle sont les suivantes.
- Est du Péloponnèse, représenté par 5 jarres de Mycènes et Berbati en Argolide, LH III A2 et LH III B.
- Attique, représentée par 4 vases, LH III S.
- Égine, représentée par une jarre, LH III S.
- Rhodes, représentée par 3 importations du Péloponnèse oriental, LH III A2 et LH III B, une d'Attique, LH III B - C1, et 4 originaires d'Ialysos, Rhodes, LH III C1.
- Crète, représentée par 2 jarres de Knossos, LM III B.
- Chypre, représentée par 4 importations du Péloponnèse oriental, LH III A2, LH III B, et 2 chypriotes indigènes, XIIe siècle av. J.-C.
- Carie, représentée par 1 pot d'Assarlik, LH III S.
- Égypte. Aucune fabrication, mais 3 importations du Péloponnèse oriental, LH III B.

Dans l'échantillon d'essai, il y avait
- trois jarres de Tell es-Sa'idiyes, XIIe siècle av. J.-C., et une jarre du XIIIe siècle du Péloponnèse oriental.

Il s'agit des premières données scientifiques qui éclairent les questions relatives à ces poteries. Il est difficile de savoir qui utilisait les jarres à étrier, quand, qui les fabriquait, où et comment elles se déplaçaient d'un endroit à l'autre, quelles sont les conclusions qui peuvent être tirées de leur présence. Les jarres à étrier jordaniennes étant très tardives, le projet s'est limité à la période LH/LM III, longtemps après l'invention en Crète et l'introduction du type en Grèce. LH III comprend toutefois le florilège de la culture mycénienne. Certaines hypothèses sont manifestement incohérentes, comme celle selon laquelle les jarres à étrier étaient le monopole de la Crète et ne sont arrivées en Grèce que par importation, ou celle selon laquelle les jarres à étrier ont été déplacées d'une région à l'autre lorsqu'elles y ont été transportées par les Grecs mycéniens.
Au lieu de cela, plusieurs régions de concurrence sont définies, pas nécessairement comme un bloc politique, mais comme des régions où les jarres étaient fabriquées localement à partir d'argiles locales et vendues avec leur contenu sur le marché libre, à la fois localement et pour l'exportation. Il n'y a pas d'implications politiques, qu'elles soient impériales ou autres, ni d'implications ethniques concernant les exportateurs ou les importateurs. N'importe qui dans la région pouvait fabriquer et expédier librement la poterie. Si elle était fabriquée par une administration royale dans un palais, elle était néanmoins vendue sur le marché libre. Cependant, les fabricants, comme l'indiquent les documents historiques du Linéaire B, n'étaient peut-être pas des hommes libres au sens où on l'entend aujourd'hui, et n'ont peut-être pas récolté les bénéfices.
Les auteurs présentent quelques conclusions provisoires supplémentaires, divisant III en une période antérieure (A et B) et une période postérieure (C). Au cours de la période antérieure, les jarres à étrier du Péloponnèse oriental étaient exportées vers l'Égypte, la Palestine, Rhodes et Chypre. Au cours de la période postérieure III, Chypre et Rhodes fabriquaient leurs propres jarres, tandis que le Péloponnèse oriental n'en produisait aucune, probablement parce qu'il n'en fabriquait plus. Les auteurs attribuent ce déficit à la destruction des palais du continent et à l'effondrement de la culture mycénienne, remplacée par la culture dorienne. À cette époque, la Jordanie fabriquait également ses propres poteries mycéniennes à partir d'argiles locales. La présence de poteries mycéniennes n'indique donc pas qu'il s'agissait de Grecs mycéniens. Les anciens Grecs mycéniens étaient pour ainsi dire sur la défensive ou en fuite, face aux invasions venues des Balkans.